# Довжок (Кам'янець-Подільський район)
Довжок — село в Україні, у Кам'янець-Подільському районі Хмельницької області. Входить до складу Кам'янець-Подільської міської територіальної громади.

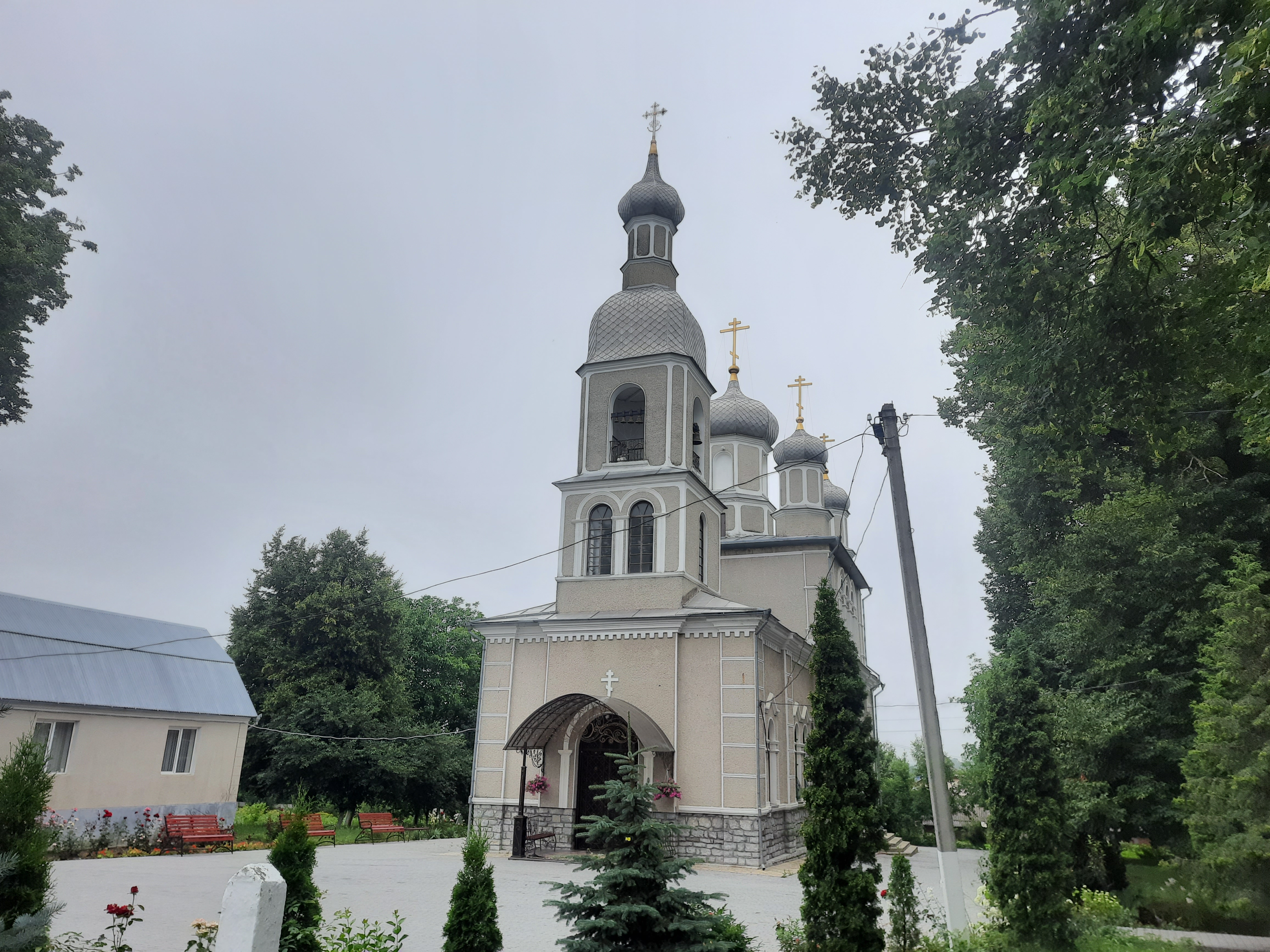
Церква Різдва Пресвятої Богородиці

## Назва
Довжок з польської мови - "длужек", тобто довгий.

## Географія
Довжок розташований на західній околиці міста Кам'янець-Подільський та є приміським селом межуючи з Підзамчем, неподалік за селом бере свій початок річка Кармалітанка. Через село проходить автошлях регіонального значення Р48, також за селом проходить автошлях національного значення Н03.

## Історія
Найвірогідніше поселення Довжок засноване на початку ХVІ століття, тому що в списку поселень Кам’янецького староства 1496 року назва Довжок не зустрічається. В 1530 році село носило назву Новосілка і складало вже окремий прихід. 
На початкусела ХVІІ століття Довжок та навколишні землі за проханням кам’янецького старости Яна Потоцького були передані королем прикордонному воєводі Криштофу Бейдо Жевуському, шляхтичу з Полісся. Кшиштоф Жевуський — батько Станіслава Бейдо Жевуського.
В 1565 році на Довжку, який був у власності кам’янецького підстарости Григорія Сулими, була корчма і 14 комірників. В той час населення складалось з 30 осідлих селян. В 1582 році тут поселились два відставних жовніри, яких король Сигизмунд ІІІ за гарну службу звільнив від усіх податків.
В 1615 році Довжок пограбований та спалений татарами.
Конституцією 1671 року було заборонено закордонним послам та іншим високим іноземним чиновникам бувати в самому Кам'янці, щоб не підгледіти секрети фортифікації. Тому в селі Довжок була створена резиденція Кам'янецького старости. Для прийому гостей на території села збудовано великий постоялий двір.
Зведену 1745 року дерев’яну церкву Різдва Богородиці використовували, аж поки 1874 року не закінчили будувати мурований храм у російському стилі, що стоїть у Довжку по сьогодні. 3000 карбованців на побудову дала тодішня власниця села княгиня Ганна Хілкова. Ще 9000 карбованців додала держава – зі скарбниці. Стару подільську дерев’яну церкву Довжка продали в Шутнівці у 1881 році.
В 1793 році староство Кам'янецьке, в тому числі і Довжок, поступило в казну, після чого було подаровано графу Маркову, а після нього князю Голіцину і князю Оболенському, а після них село потрапило до княгині Хілкової.
27 серпня (8 вересня) 1862 року внаслідок скасування кріпацтва введено в дію статутну грамоту для селян Довжка.
В 1871 році відкрито однокласне училище.
В 1884 році селі знайдені монети: срібна римська Марка Аврелія 176 р., мідна візантійська Мануїла I Комнина (1143-1180 р.), 2 срібних венеціанського дожа Ранерія Джено (1252-1266 р.)  і 2 срібні венеціанського дожа Фр. Дандоло (1328-1339 р.).
В 1917 році Довжок входить до складу Української Народної Республіки. У селі відбувся один з етапів бою за Кам'янець-Подільський, так 2 червня 1919 року полк Синіх і Окремий курінь розпочали наступ на хутір Козак та Довжок. Вже 2 червня другій половині дня українська піхота, після гарматного бою, зайняла село Довжок і Підзамче. Батареї більшовиків відступили до Кам'янця-Подільського. Внаслідок поразки визвольних змагань село надовго окуповане російсько-більшовицькими загарбниками.
Радянська окупація принесла колективізацію та розкуркулення, мешканці села зазнали репресій. Багатьох частинах Поділля відбувались масові селянські повстання, проти радянської влади.
В 1932–1933 селяни пережили сталінський геноцид. Ось одна з розповідей мешканця села Одарено Миколи Івановича: «З поля було зібрано весь урожай. Але селянам не дозволяли брати зерно для прожиття. Хліб можна було купити за золото або інші дорогоцінності. Через те люди голодували, їхали за кордон. На той час, коли йшов вулицею села, бачив: лежать обабіч вулиці опухлі від голоду люди, а той померлі.» А це розповідь Танасієнко Ніни: «Під час голоду я була маленькою дитиною і пам'ятаю, як в однієї жінки померла грудна дитина, її груди розігнало від молока. Вона зціджувала і пила його, бо була дуже голодна. Люди виживали, як могли. Різали худобу, щось залишали собі, а решту продавали, та купляли зерно або борошно. Ходили на поле та збирали залишені колоски. Щоб не померти варили кропиву, лушпину – такий був зелений борщ. Шукали яблука, губи, ягоди. Люди ходили на роботу за це їх годували. Діти ходили до лісу, збирали хмиз і на в’язочки продавали, щоб купити хліб.»
25 березня 1944 року в Довжок увійшли радянські війська. Того ж дня в село прибув генерал Дмитро Лелюшенко. Втім, село після цього ще було відвойоване гітлерівцями. Остаточно Червоною Армією село захоплене 2 квітня 1944 року. По закінченню Другої світової війни у 1946—1947 роках мешканці села вчергове пережили голод.
Довжок був районним центром до 5 грудня 1944 року, коли перенесли райцентр у місто Кам'янець-Подільський.
У травні 1950 року на хуторі Козак у господарстві Павла Грабовського чекісти виявили криївку, звідки вилучили документи Кам’янець-Подільського надрайонного проводу ОУН.
10 березня 1960 року до складу села Довжок ухвалами Хмельницького облвиконкому включено села Козак (нині північно-західна околиця Довжка) і 1 березня 1963 року Жабинці (нині південна частина Довжка).
З 24 серпня 1991 року село входить до складу незалежної України.
12 січня 1996 року в оселі мешканців Довжка прийшов природний газ.
10 листопада 2002 року у Довжку освячено хрест на церкві Різдва Пресвятої Богородиці, відкрито та освячено новозбудовану каплицю на честь ікони Божої Матері Почаївської.
В 2008 році в селі Довжок відкрито пам’ятний знак жертвам голодомору 1932–1933 років.
12 червня 2020 року шляхом об'єднання Кам'янець-Подільської міської ради обласного значення та Колибаївської і частини Довжоцької сільських територіальних громад село увійшло до складу Кам'янець-Подільської міської громади. Об'єднання в громаду має створити умови для формування ефективної і відповідальної місцевої влади, яка зможе забезпечити комфортне та безпечне середовище для проживання людей.
20 серпня 2023 року селі Довжок на Кам’янеччині парафія церкви Різдва Пресвятої Богородиці перейшла з Московського патріархату в Православну Церкву України. Вперше, в місцевій церкві пролунала молитва українською мовою.

## Населення
На початок 1914 року на Довжку нараховувалось 303 двори і 1197 жителів.
За даними на 2011 рік: дворів — 1554, мешканців — 4589 (найбільше село Кам'янець-Подільського району).
Станом на 2015 рік населення становить 4263 особи.
Найпоширенішими фаміліями у селі є: Мельник — 1.1 %, Волощук — 0.9 %, Головатий — 0.5 %, Дубінський — 0.4 %, Павлюк — 0.4 %, Гуменюк — 0.4 %, Коваль — 0.4 %.

### Мова
У селі поширені західноподільська говірка та південноподільська говірка, що відносяться до подільського говору, який належить до південно-західного наріччя.
Розподіл населення за рідною мовою за даними перепису 2001 року:
| Мова            | Кількість | Відсоток |
| --------------- | --------- | -------- |
| українська      | 4164      | 97.68%   |
| російська       | 91        | 2.13%    |
| румунська       | 5         | 0.12%    |
| білоруська      | 2         | 0.05%    |
| інші/не вказали | 1         | 0.02%    |
| Усього          | 4263      | 100%     |

## Економіка
На території села розміщено Довжоцький спиртовий завод, який виробляв спирт, дріжджі, вуглекислоту. Це підприємство вважається одним з найстаріших підприємств харчової промисловості України.

## Охорона природи

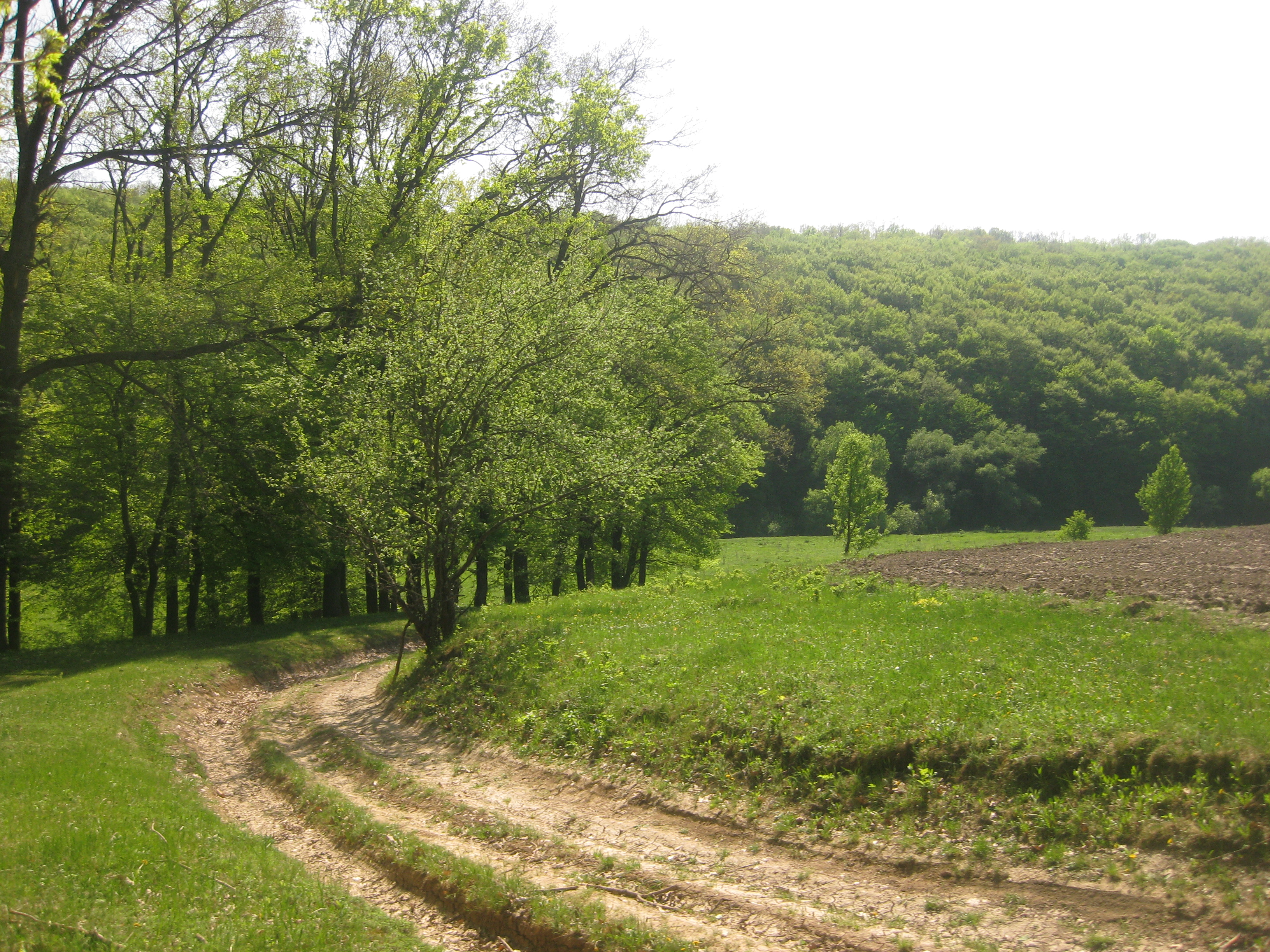
Довжоцький заказник

Заказник «Довжоцький» знаходиться поблизу с. Довжок і займає 665 га площі. Це гарний лісовий масив з типовою рослинністю і з типовими дубово-грабовими ділянками, де зростають у другому ярусі липа серцелиста, клен гостролистий, ясен, у підліску зустрічаються ліщина, кизил, гордовина. Трав'яна рослинність відображає типові угруповання подільських лісів за участю осоки волосистої, зірочника звичайного, копитняка європейського, підмаренника запашного, яглиці звичайної. З ранньої весни у лісі квітують ефемероїди (проліска дволиста, рясти середній і порожнистий, анемони жовтецева і дібровна, рівноплідник рутвицелистий) та ранньовесняні види (печіночниця благородна, зірочки жовті, пшінка весняна, медунки темна і лікарська, арум Бестера). Із червонокнижних видів тут можна зустріти булатку великоквіткову, гніздівку звичайну, любку дволисту, коручки чемерникоподібну і пурпурову, лілію лісову.
Село Довжок лежить у межах національного природного парку «Подільські Товтри».

## Релігія

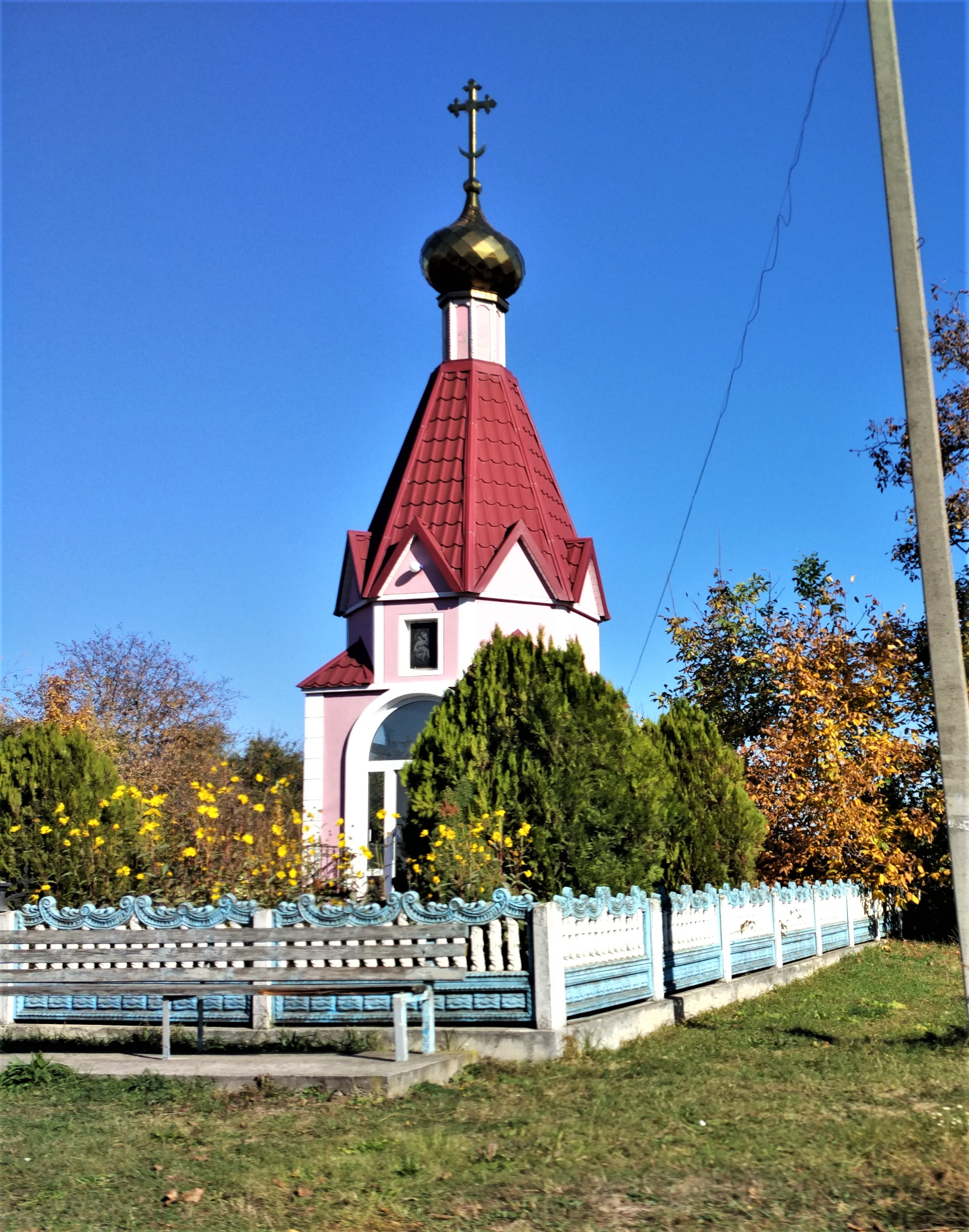
Капличка Довжок

- Церква Різдва Пресвятої Богородиці (ПЦУ).
- Церква Вістка миру .
- Каплиці.

## Спорт
Село має аматорську футбольну команду «Левада» (Довжок), яка періодично грає чемпіонаті Кам’янець-Подільського району з футболу.

## Відомі люди
У селі народилися:
- Петро Миколайович Бучинський (12 лютого 1852 — 18 вересня 1927) — український зоолог,
- Микола Олександрович Кушніров (20 серпня 1945) — народний депутат України (1998—2002),
- Микола Миколайович Лозинський (1929 — 25 вересня 1972) — заслужений машинобудівник УРСР,
- Михайло Євстафійович Сімашкевич (20 листопада 1961) — міський голова Кам'янця-Подільського (від 2010 по 2020 роки),
- Твердохліб Анатолій Миколайович (1944 – 2009) — заслужений працівник культури (2000), художній керівник народного оркестру сопілкарів «Фольклор» при Кам’янець-Подільському підприємстві УТОС,
- Бура Лукія — відома вишивальниця. У своїх вишивках використовує елементи старовинних подільських візерунків, вносячи у кожен витвір щось своє, притаманне лише її уяві,
- Калинович Іван Олексійович — український живописець, монах-василіянин.
- Вадим Юрійович Тимощук (25 вересня 2001) — український військовий, командир інженерно-саперної роти 118 окремої механізованої бригади.[9]

### Проживала та перебувала
- Хілкова Ганна Михайлівна — власниця Довжоцького ключа, фундаторка нової будівлі церкви у селі Довжок.

## Галерея

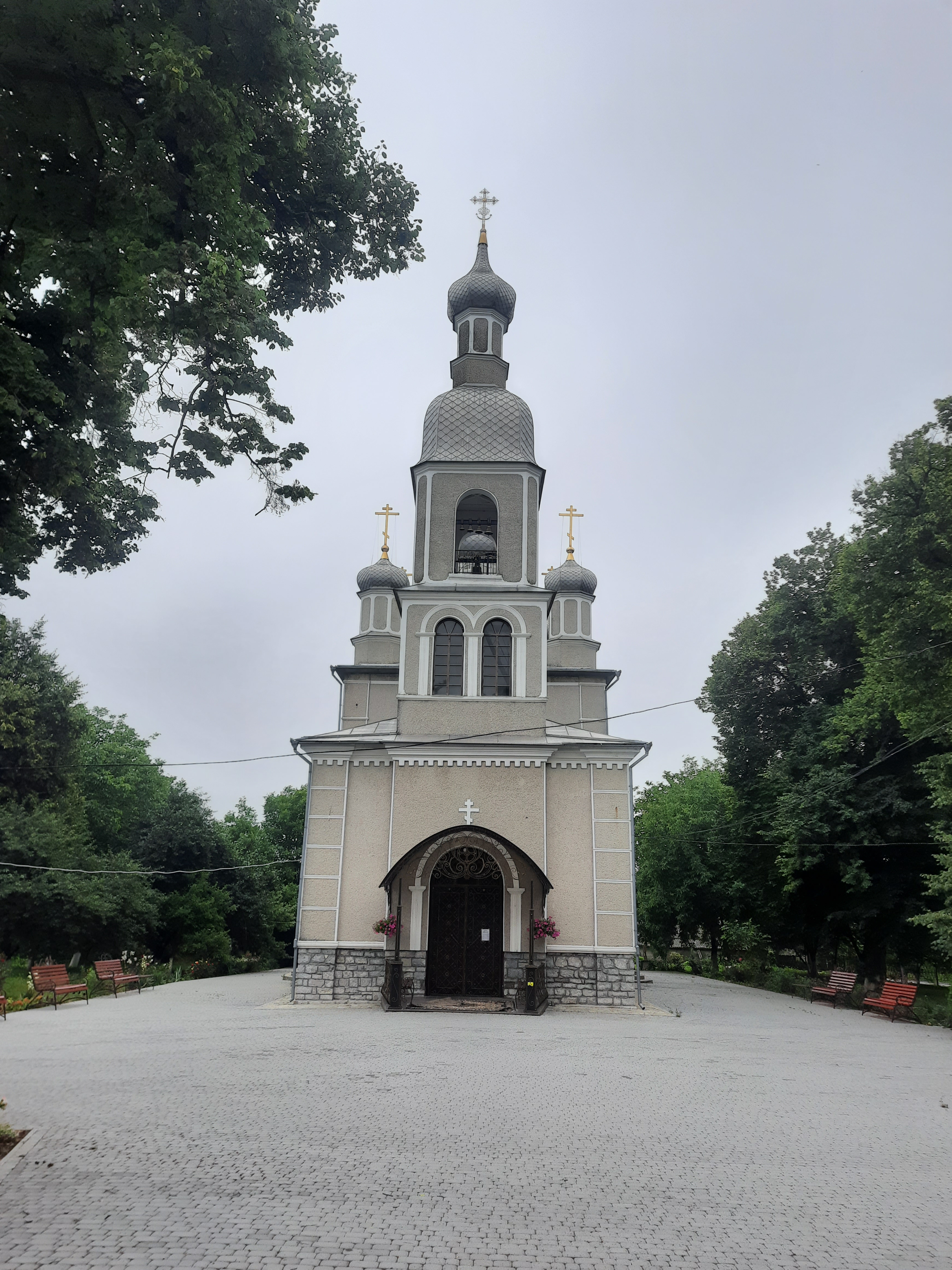
Церква Різдва Пресвятої Богородиці
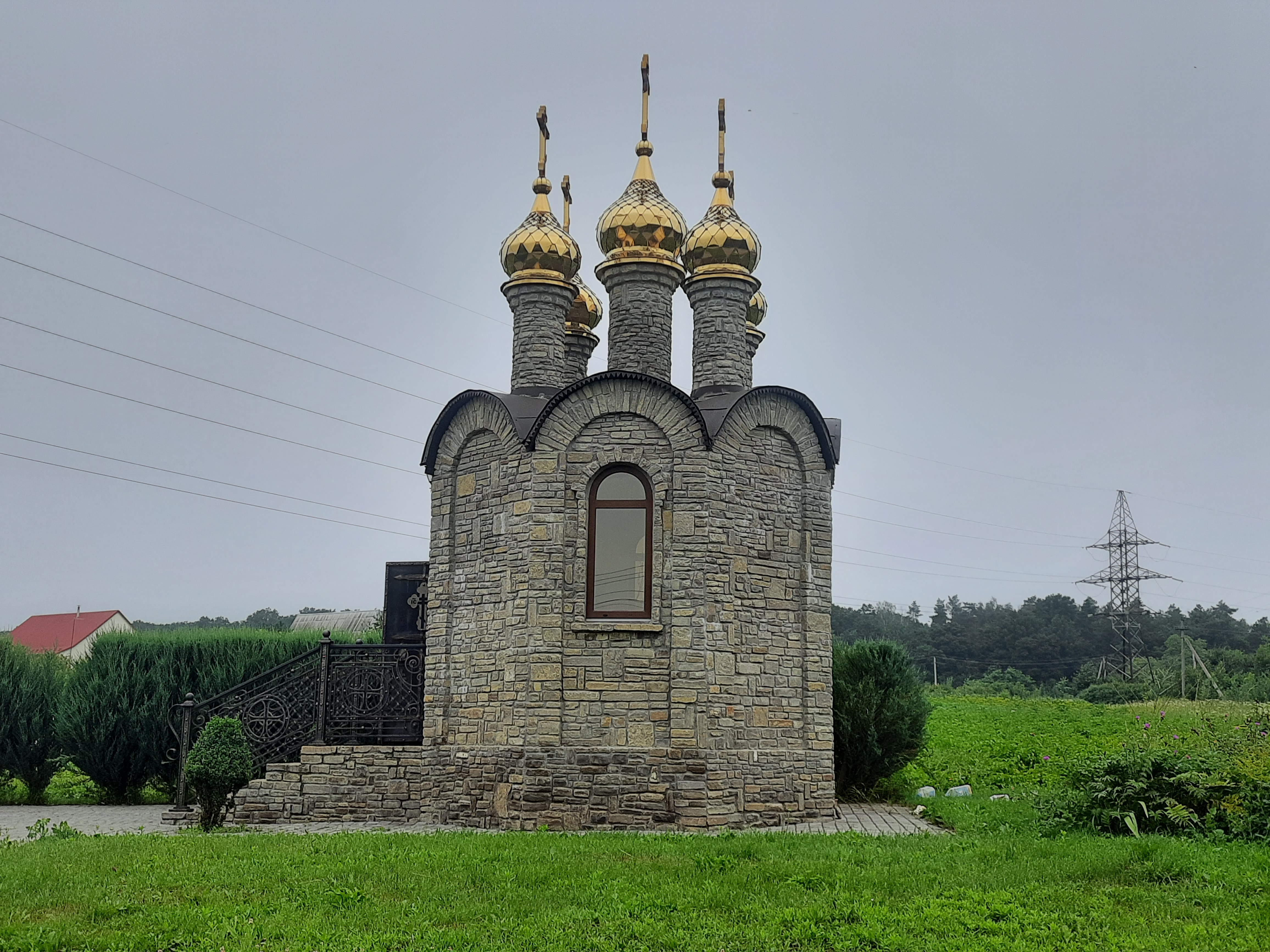
Кам'яна каплиця
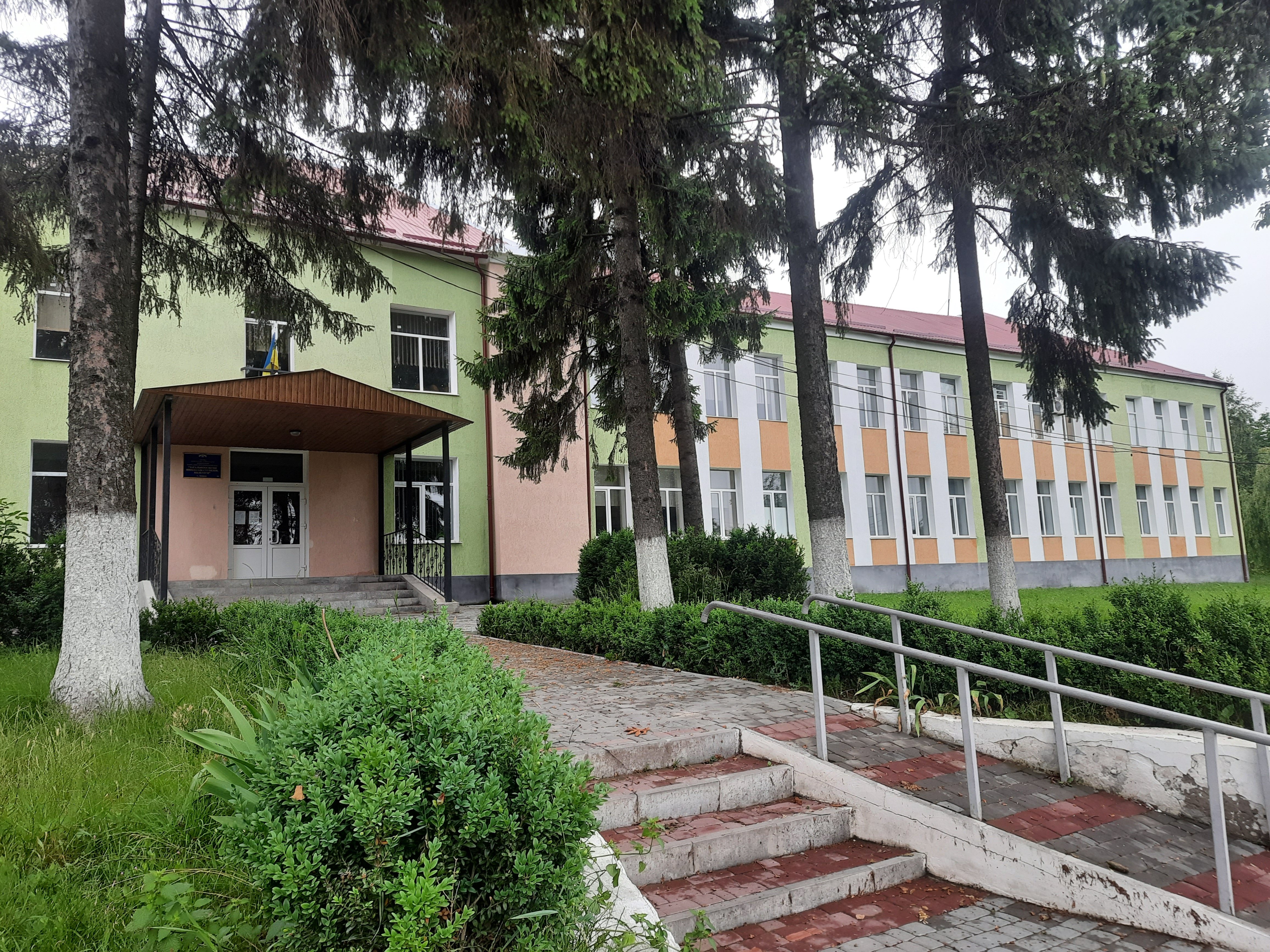
Школа
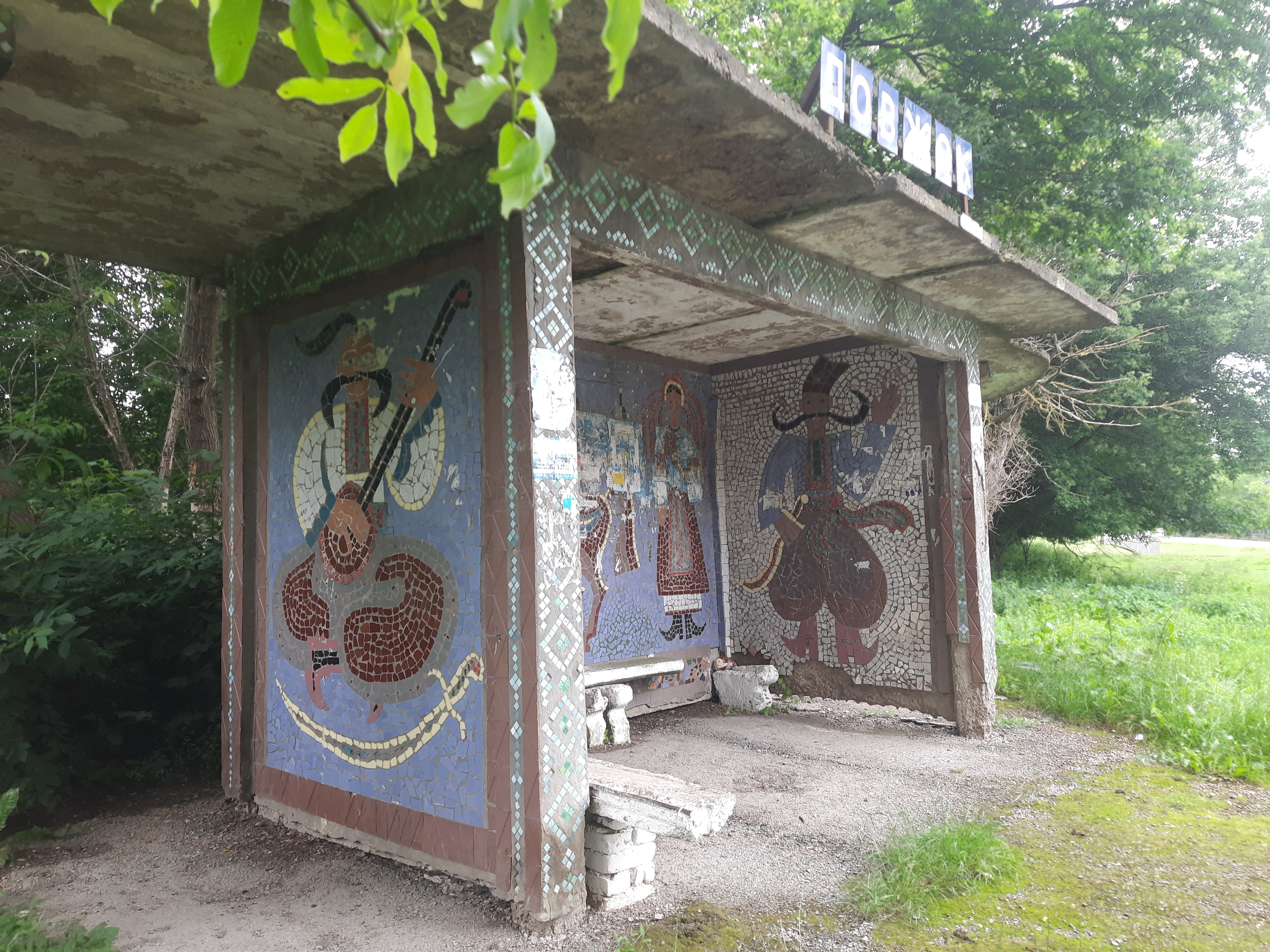
Автобусна зупинка